# Sojuz TMA-6
Sojuz TMA-6 – misja kapsuły kosmicznej Sojuz, stanowiąca dwudziestą szóstą załogową wizytę na pokładzie Międzynarodowej Stacji Kosmicznej.

## Załoga

### Podstawowa
- Siergiej Krikalow  (3) - dowódca
- John L. Phillips  (2) NASA
- Roberto Vittori  (2) ESA

### Rezerwowa
- Michaił Tiurin  (2) - dowódca
- Robert B. Thirsk  (2) CSA
- Daniel M. Tani  (2) NASA

## Przebieg misji
Jedenasta załoga ISS w składzie zastąpiła dotychczasową załogę – Leroya Chiao z USA oraz Saliżana Szaripowa z Rosji.

### Dokowaniedo ISS
- Zadokowany do ISS: 17 kwietnia 2005, 02:20 UTC (do modułu Pirs)
- Oddokowany od ISS: 19 lipca 2005, 10:38 UTC (od modułu Pirs)
- Zadokowany do ISS: 19 lipca 2005, 11:08 UTC (do modułu Zaria od strony przeciwnej)
- Oddokowany od ISS: 10 października 2005, 21:49 UTC (od modułu Zaria)

### Lądowanie
Pojazd wylądował z załogą w składzie:
- Siergiej Krikalow
- John Phillips
- Gregory H. Olsen